# Neuroleon lugubris
Neuroleon lugubris är en insektsart som först beskrevs av Luisa Eugenia Navas 1926.  Neuroleon lugubris ingår i släktet Neuroleon och familjen myrlejonsländor. Inga underarter finns listade i Catalogue of Life.